# Laudot
Le Laudot est une  rivière du sud de la France et un affluent du Sor sous-affluent de l'Agout du Tarn et de la Garonne. Son cours a été en partie détourné lors de la création du canal du Midi.

## Géographie
De 22,9 km de longueur, le Laudot prend sa source dans la montagne Noire sur la commune des Cammazes. Il reçoit les eaux de la rigole de la montagne après sa traversée de la percée des Cammazes puis se jette dans la retenue de Saint-Ferréol. Il croise en aval la rigole de la plaine au lieu-dit Les Thoumazès (Saint-Félix-Lauragais) où une partie de ses eaux sont captées pour alimenter le canal du Midi puis débouche dans le Sor à Garrevaques.

### Départements et communes traversées
- Aude : Les Brunels
- Tarn : Les Cammazes, Sorèze, Garrevaques
- Haute-Garonne : Revel, Saint-Félix-Lauragais, Roumens, Nogaret, Vaudreuille, Montégut-Lauragais

## Principaux affluents
- Rigole de la Montagne Noire : 24,3 km
- Ruisseau de Las Taillados : 4,5 km
- Rigole de la Plaine : 38,1 km
- Ruisseau de Lessieure : 4,7 km

## Hydrologie
Voir Canal du Midi